# John McGrew
John Burton McGrew (9 mars 1910 - 11 janvier 1999) fut un animateur, peintre et musicien américain. 

## Biographie
Bien que principalement connu pour son travail à Warner Bros. Cartoons, où il fut le premier dessinateur de décors, travaillant sous la direction de Chuck Jones, il est aussi connu comme inscrit sur la Liste noire de Hollywood.
John McGrew quitte les États-Unis  dans les années 1960 pour voyager en Europe et finalement s'installe en France dans la commune Le Bois-d'Oingt, où il déploie ses talents de peintre. Il y meurt le 11 janvier 1999 et un musée portant son nom, situé dans une maison Renaissance au cœur de l'ancien château du Bois d'Oingt, place de l'ancienne église, est consacré à son œuvre. Certaines pièces ont été entièrement décorées par le peintre, et abritent les tableaux de l'artiste ainsi que des sculptures, dessins et peintures de Miguel Le Bacon et de Christian Goupil, ses disciples et amis.

## Références

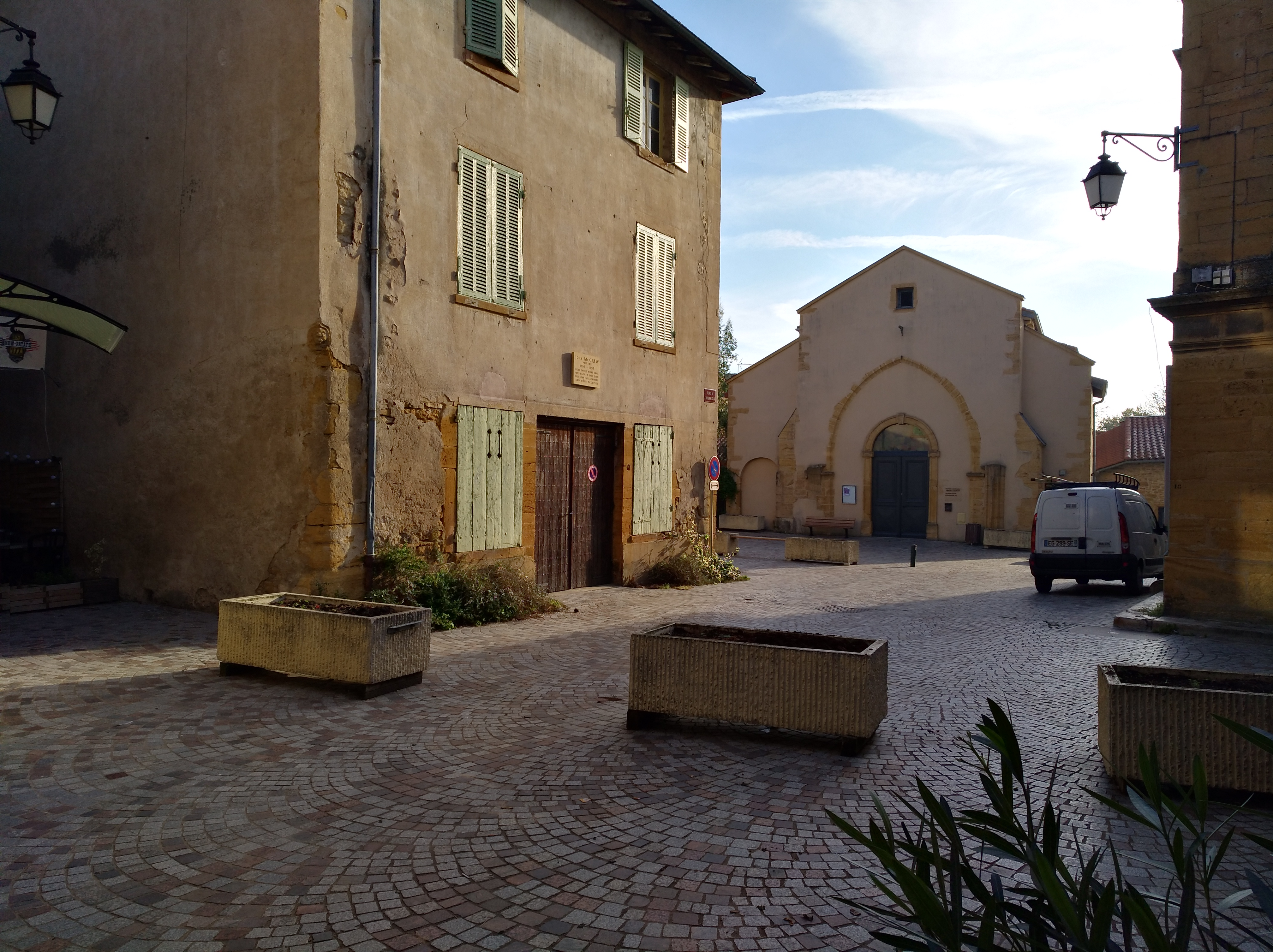
Maison où vécut John McGrew, dans la commune Le Bois-d'Oingt, place de l'Ancienne Église.